# Chelsea Hodges
Chelsea Mae Hodges OAM (* 27. Juni 2001 im Bundesstaat Queensland) ist eine australische Schwimmerin. Sie gewann eine olympische Goldmedaille in der Lagenstaffel. Bei Weltmeisterschaften erschwamm sie auf der 25-Meter-Bahn je einmal Gold und Silber. Bei Commonwealth Games erkämpfte sie eine Goldmedaille und zwei Bronzemedaillen.

## Sportliche Karriere
Bei den Juniorenweltmeisterschaften 2017 belegte Hodges den siebten Platz über 50 Meter Brust. Im Oktober 2018 fanden in Buenos Aires die Olympischen Jugendspiele statt. Hodges gewann die Silbermedaille über 50 Meter Brust mit fünf Hundertstelsekunden Rückstand auf die Litauerin Agnė Šeleikaitė. Eine zweite Silbermedaille gewann sie in der 4-mal-100-Meter-Lagenstaffel. Mit 0,28 Sekunden Rückstand auf die Chinesinnen und 0,61 Sekunden Vorsprung vor den Russinnen wurden Kaylee McKeown, Chelsea Hodges, Michaela Ryan und Abbey Webb Zweite, wobei nur sechs Staffeln in die Wertung kamen. 2019 trat Hodges, Studentin an der Griffith University, bei der Universiade in Neapel an. Sie wurde Dritte über 50 Meter Brust, Vierte über 100 Meter Brust und Fünfte mit der Lagenstaffel.
Wegen der COVID-19-Pandemie wurden die Olympischen Spiele in Tokio erst im Sommer 2021 ausgetragen. Über 100 Meter Brust schied mit Jessica Hansen die erste Australierin bereits im Vorlauf aus, Hodges schwamm im Vorlauf die zwölftbeste Zeit. Im Halbfinale wurde Hodges Neunte, die Irin Mona McSharry lag als Achte eine Hundertstelsekunde vor Hodges. In der 4-mal-100-Meter-Lagenstaffel schwammen im Vorlauf Emily Seebohm, Chelsea Hodges, Brianna Throssell und Mollie O’Callaghan die drittschnellste Zeit. Kaylee McKeown, Chelsea Hodges, Emma McKeon und Cate Campbell siegten im Finale mit 0,13 Sekunden Vorsprung vor der US-Staffel. Alle sieben eingesetzten Schwimmerinnen erhielten eine Goldmedaille. Für ihre Leistungen bei den Olympischen Spielen wurde Hodges mit der Medal of the Order of Australia ausgezeichnet.
2022 wurde Hodges australische Meisterin über 50 Meter Brust. Bei den Commonwealth Games in Birmingham siegte über 50 Meter Brust die Südafrikanerin Lara van Niekerk mit 0,29 Sekunden Vorsprung vor der Engländerin Imogen Clark, drei Hundertstelsekunden hinter Clark wurde Hodges Dritte. Über 100 Meter Brust gewann Lara van Niekerk vor ihrer Landsfrau Tatjana Schoenmaker, Hodges erschwamm ihre zweite Bronzemedaille. In der Lagenstaffel gewannen Kaylee McKeown, Chelsea Hodges, Emma McKeon und Mollie O’Callaghan mit über zwei Sekunden Vorsprung vor den Kanadierinnen. Drei Wochen später wurde Hodges australische Kurzbahnmeisterin über 50 Meter und 100 Meter Brust. Im Dezember bei den Kurzbahnweltmeisterschaften 2022 in Melbourne schied Hodges über 100 Meter Brust im Vorlauf und über 50 Meter Brust im Halbfinale aus. In der 4-mal-50-Meter-Lagenstaffel schwammen im Vorlauf Kaylee McKeown, Jenna Strauch, Emma McKeon und Madison Wilson die schnellste Zeit. Im Finale waren Mollie O’Callaghan, Chelsea Hodges, Emma McKeown und Madison Wilson über zwei Sekunden schneller als die Vorlaufstaffel und stellten in 1:42,35 Sekunden einen neuen Weltrekord auf. Die zweitplatzierte US-Staffel lag 0,06 Sekunden und die drittplatzierten Schwedinnen lagen 0,08 Sekunden zurück. In der 4-mal-100-Meter-Lagenstaffel schwammen Mollie O’Callaghan, Chelsea Hodges, Alexandria Perkins und Meg Harris die zweitbeste Vorlaufzeit. Im Finale wurden Kaylee McKeown, Jenna Strauch, Emma McKeon und Meg Harris Zweite mit einer halben Sekunde Rückstand auf das Quartett aus den Vereinigten Staaten.